# Hospital de Montserrat

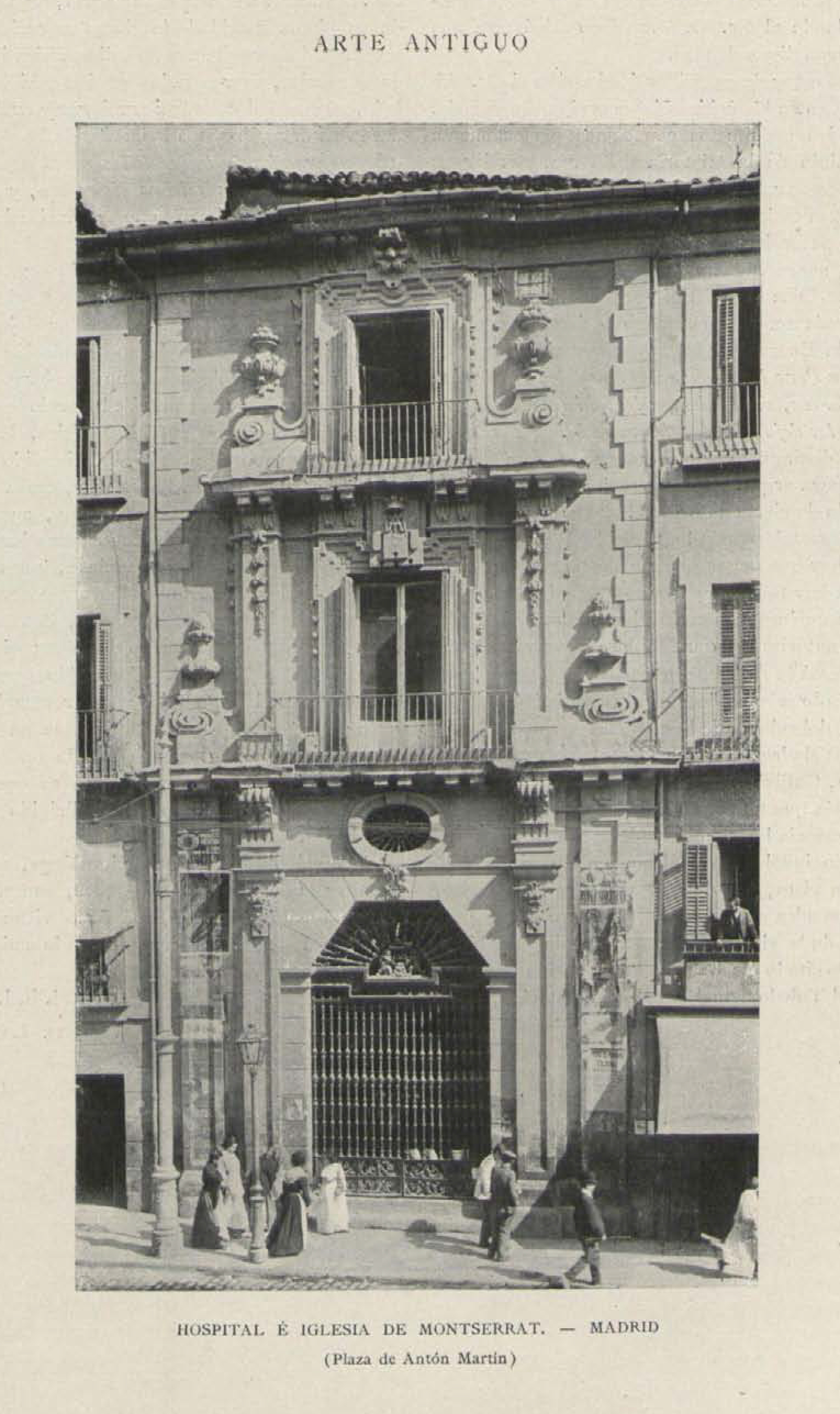
Fachada del hospital e iglesia de Montserrat (plaza de Antón Martín)

El Hospital de Monserrat (denominado también como Hospital de Aragón) fue una institución hospitalaria de Madrid.

## Descripción
Cercano a la plaza de Antón Martín (calle de Atocha, número 87), fue fundado por Gaspar de Pons, que lo dedicó para pobres de la Corona de Aragón en el año 1658. El arquitecto Juan de Torija realizó las trazas del edificio entre 1658 y 1678.
El retablo de la iglesia era traza de Francisco de Herrera, realizado por José Ratés y José Simón de Churriguera (1674). El edificio estuvo en servicio hasta que en 1903 fue derribado.
Igualmente contaba con la copia de Francisco Ribalta del Tríptico Vich de Sebastiano del Piombo, que sería el que se encuentra actualmente en el Palacio Episcopal de Olomouc (República Checa).

## Historia
Este hospital tuvo inicialmente en 1616 su sede en el barrio de Lavapiés hasta que 1658 se trasladó al edificio diseñado por Juan de Torija. El edificio fue derribado en 1903 y sus enfermos trasladados al Hospital General de Atocha.